# Buxeuil (Vienne)
Buxeuil è un comune francese di 947 abitanti situato nel dipartimento della Vienne nella regione della Nuova Aquitania.
Il territorio comunale è bagnato dalla Creuse.

## Società

### Evoluzione demografica
Abitanti censiti